# بيت الاتحادية
بيت الاتحادية (بالفارسية: خانه اتحادیه) هو منزل تاريخي يعود إلى العهد القاجاري، ويقع في طهران.